# やがて復讐という名の雨
『やがて復讐という名の雨』（やがてふくしゅうというなのあめ、原題：MR 73）は、2008年3月12日にフランスより劇場公開された映画作品。
手懸けてきたオリヴィエ・マルシャルが監督・脚本を担当する三部作（『あるいは裏切りという名の犬』、『いずれ絶望という名の闇』）のひとつ。フランスの警察の内実を描いた刑事映画。
日本では劇場未公開。2009年5月8日にアット・エンタテインメントよりDVD（ATVD-13360）が発売されている。

## ストーリー
捜査課の刑事ルイ・シュナイデルは、かつて上司のマリー警視と不倫関係にあったが、妻子が事故にあい、妻は全身麻痺、娘は死亡したことで自責の念に駆られ、アルコール中毒に陥っていた。ある日酩酊したルイはバスジャック事件を起こす。上層部はスキャンダルを恐れて事件の揉み消しを図り、ルイは責任を問われないまま夜勤課に配属となる。捜査課は目下裕福な女性を標的とした連続強姦殺人事件を追っており、ルイは被害者たちが犬か猫を飼っていたという共通点に気付いたことから、独自の捜査を開始する。一方、25年前ルイによって逮捕された強盗強姦殺人犯シャルル・スブラが、模範囚として仮釈放されることになったと聞いたジュスティーヌは激しく動揺する。彼女は、侵入してきたシャルルが母を暴行・殺害するのを目撃し、未だに事件の影から逃れられずにいた。

## キャスト
| 役名               | 俳優                   | 日本語吹き替え |
| ------------------ | ---------------------- | -------------- |
| ルイ・シュナイゼル | ダニエル・オートゥイユ | 辻親八         |
| ジュスティーヌ     | オリヴィア・ボナミー   | 中司ゆう花     |
| マリー・アンジェリ | カトリーヌ・マルシャル | 雨谷和砂       |
| リシャール         | フランシス・ルノー     | 一ノ渡宏昭     |
| ジョルジュ         | ジェラール・ラロシュ   | -              |
| シャルル・スブラ   | フィリップ・ナオン     | -              |
| 警官               | ムーサ・マースクリ     | 清水祐太朗     |

## スタッフ
- 監督・脚本：オリヴィエ・マルシャル
- 製作：シリル・コルボー＝ジュスタン、ジャン＝バティスト・デュポン
- 製作総指揮：フランク・ショロ
- 撮影監督：ドゥニ・ルーダン
- 美術：アンブレ・フェルナンデス
- 編集：ラファエル・アルタン
- 衣装：マリ＝ロール・ラッソン
- 音楽：ブリュノ・クーレ（フランス語版）

## 関連作品
- あるいは裏切りという名の犬
- いずれ絶望という名の闇